# Santa Bárbara (ville de l'État de Monagas)
Pour les articles homonymes, voir Santa Bárbara.
Santa Bárbara est le chef-lieu de la municipalité de Santa Bárbara dans l'État de Monagas au Venezuela.